# Agrostophyllum elongatum
Agrostophyllum elongatum är en orkidéart som först beskrevs av Henry Nicholas Ridley, och fick sitt nu gällande namn av André Schuiteman. Agrostophyllum elongatum ingår i släktet Agrostophyllum och familjen orkidéer. Inga underarter finns listade i Catalogue of Life.